# Giovanni Spadolini
Giovanni Spadolini (Firenze, 21 giugno 1925 – Roma, 4 agosto 1994) è stato un politico, storico e giornalista italiano.
Segretario del Partito Repubblicano Italiano per quasi un decennio, nel 1981 il presidente Sandro Pertini lo nomina presidente del Consiglio dei ministri. Guida una coalizione di cinque partiti dominati dalla Democrazia Cristiana (DC), diventando il primo capo di governo laico non democristiano nella storia della Repubblica Italiana, uno dei pochi a diventarlo da senatore, nonché l'unico a provenire dal PRI.
Dimessosi poco meno di due anni dopo, nel 1983 gli viene affidato il ministero della Difesa, mentre nel 1987 viene eletto presidente del Senato della Repubblica. Nominato senatore a vita da Francesco Cossiga nel 1991, diventa presidente supplente della Repubblica Italiana dopo le dimissioni di quest'ultimo e fino al giuramento di Oscar Luigi Scalfaro nel 1992. Due anni dopo, pochi mesi prima di morire, perse la presidenza del Senato contro Carlo Scognamiglio.

## Biografia

### Giovinezza ed istruzione
Nacque in una famiglia borghese: la madre era Lionella Batisti, mentre il padre Guido Spadolini era un pittore macchiaiolo, proprietario di una grande biblioteca nella quale il giovane Giovanni studiò ed iniziò a formare la sua cultura ispirata ai valori laici, liberaldemocratici e repubblicani. Fu un assiduo studente, brillante in tutte le materie, al Liceo classico statale Galileo. Pubblicò il suo primo articolo nel 1944 su Italia e Civiltà, un periodico fascista critico degli eccessi del fascismo in cui collaborava anche il filosofo idealista Giovanni Gentile.

### Attività giornalistica
Nel secondo dopoguerra Spadolini divenne giornalista, collaborando dal 1947 al quotidiano romano Il Messaggero, diretto da Mario Missiroli. Fu notato da Mario Pannunzio che lo invitò a scrivere sul suo nuovo settimanale, Il Mondo fondato nel 1949. Dal 1950 collaborò anche al Borghese di Leo Longanesi (che, in quell'anno, gli pubblicò il saggio d'esordio Il Papato socialista). Spadolini scrisse per un certo periodo di tempo sia sul Mondo sia sul Borghese, poi scelse di continuare a collaborare solo col primo dicendo a Longanesi che il suo impegno con Il Mondo era precedente e che Pannunzio insisteva perché si separasse dal Borghese. Poco dopo iniziò comunque a scrivere come notista politico su un nuovo settimanale, Epoca, diretto da Alberto Mondadori, il figlio di Arnoldo. Nel 1953 venne chiamato al Corriere della Sera come editorialista da Missiroli, che era passato nel frattempo alla guida del quotidiano milanese.
Dopo soli due anni divenne direttore di un quotidiano, salendo alla guida de Il Resto del Carlino, ad appena 29 anni. Nel 1961 fu in predicato per la direzione del Corriere della Sera, essendo ritenuto il pupillo del direttore uscente Missiroli, ma l'opposizione manifestata dagli elementi più autorevoli della redazione e una frattura insorta in seno alla famiglia Crespi mandò a monte il progetto e, al posto di Spadolini, fu designato Alfio Russo. Mantenne la direzione del Carlino per tredici anni, un periodo insolitamente lungo per il quotidiano bolognese, fino al 1968, quando, succedendo a Russo, divenne direttore del Corriere.
Spadolini avvicinò nettamente la linea politica del giornale al centrosinistra. La sua esperienza al giornale fu più breve della media (di solito i contratti dei direttori del Corriere duravano cinque anni) poiché si concluse con il licenziamento anticipato, nel marzo 1972. Nel maggio di quell'anno dovevano tenersi le elezioni politiche anticipate e Indro Montanelli suggerì a Ugo La Malfa, che gli aveva offerto un collegio senatoriale sicuro, di candidare Spadolini al suo posto. Spadolini fu eletto nelle liste del PRI come indipendente, iniziando una brillante carriera politica.

### Attività accademica
Fu chiamato dalla Facoltà di Scienze politiche dell'Università di Firenze, il cui preside, Giuseppe Maranini, era stato colpito dai suoi scritti. L'ateneo fiorentino istituì appositamente per lui una cattedra in Storia contemporanea alla "Cesare Alfieri". Fu autore di numerosi saggi sulla storia italiana tra Otto e Novecento, incentrati sui movimenti cattolici, radicali e repubblicani. Nel 1967 fondò a Firenze, insieme al celebre costituzionalista Silvano Tosi e a Paolo Barile, il Seminario di Studi e Ricerche Parlamentari di piazza dell'Indipendenza, istituto al quale accedono i migliori laureati italiani in discipline giuridiche e politiche.
Anche in seguito, pur nel fervore dell'attività politica, mai trascurò l'impegno intellettuale e culturale: fu dal 1956 (formalmente dal 1972) alla morte direttore del periodico Nuova Antologia e per 18 anni (dal 1976 alla scomparsa) presidente del consiglio di amministrazione dell'Università Bocconi di Milano; nel 1980 creò la "Fondazione Nuova Antologia" e nel 1990 fu nominato presidente dell'Istituto Italiano per gli Studi Storici, fondato da Benedetto Croce.
Durante gli anni della sua attività politica sospese quella accademica, mettendosi in aspettativa.

### Attività politica

#### Primi incarichi
Eletto senatore come indipendente nel PRI alle elezioni politiche del 1972, nel 1974 fu uno dei principali promotori della nascita del Ministero per i beni culturali e ambientali, divenendo il primo dei nuovi ministri dotato di portafoglio (le competenze del nuovo ministero spettavano precedentemente al Ministero della pubblica istruzione e al Ministero dell'Interno o ad un Ministro senza portafoglio) nel governo "bicolore" DC-PRI presieduto da Aldo Moro (il cosiddetto governo "Moro-La Malfa").
Con pochi fondi a disposizione (inizialmente provenienti unicamente dai tagli al Ministero della pubblica istruzione) il nuovo ministero, programmaticamente definito "per" i beni culturali a rimarcare la volontà di creare un organo prevalentemente tecnico come desiderava Spadolini, raccolse, in buona parte, le competenze e le funzioni in materia che erano prima del Ministero della pubblica istruzione, quali le antichità e le belle arti, le accademie e le biblioteche. A queste competenze e funzioni se ne aggiunsero alcune del Ministero dell'interno, come gli archivi di Stato e della presidenza del Consiglio dei ministri, come la discoteca di Stato, l'editoria libraria e diffusione della cultura.
In questa particolare veste promosse nuove norme contro il traffico illegale di beni culturali (legge n. 873 del 30 ottobre 1975 per la ratifica e l'adozione della Convenzione internazionale precedentemente firmata a Parigi il 14 novembre 1970), una nuova legge a favore della Biblioteca Nazionale Centrale di Roma (legge n. 190 del 27 maggio 1975) e nuove norme contro il furto ed il danneggiamento delle opere d'arte (legge n. 176 del 27 maggio 1975).
Nel 1979 fu per pochi mesi Ministro della pubblica istruzione e fu eletto Segretario nazionale del Partito Repubblicano Italiano.

#### Presidente del Consiglio

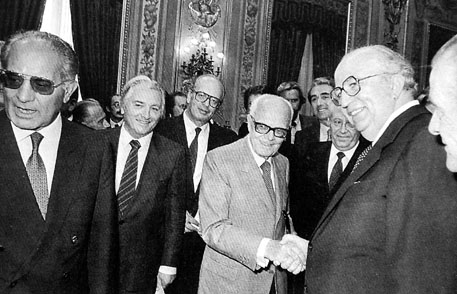
Giovanni Spadolini (sulla destra) con Sandro Pertini.

Nel 1981 fu nominato presidente del Consiglio dei ministri, il primo non democristiano nella storia dell'Italia repubblicana, e incaricato di formare un nuovo esecutivo dal presidente della Repubblica Pertini.

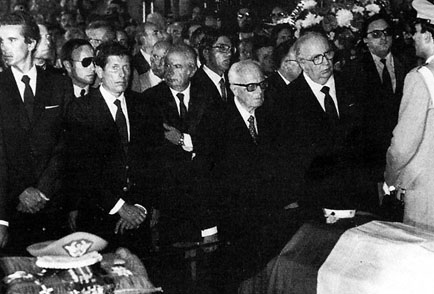
Palermo 1982: il presidente della Repubblica Sandro Pertini e il presidente del Consiglio Giovanni Spadolini ai funerali del generale Dalla Chiesa.

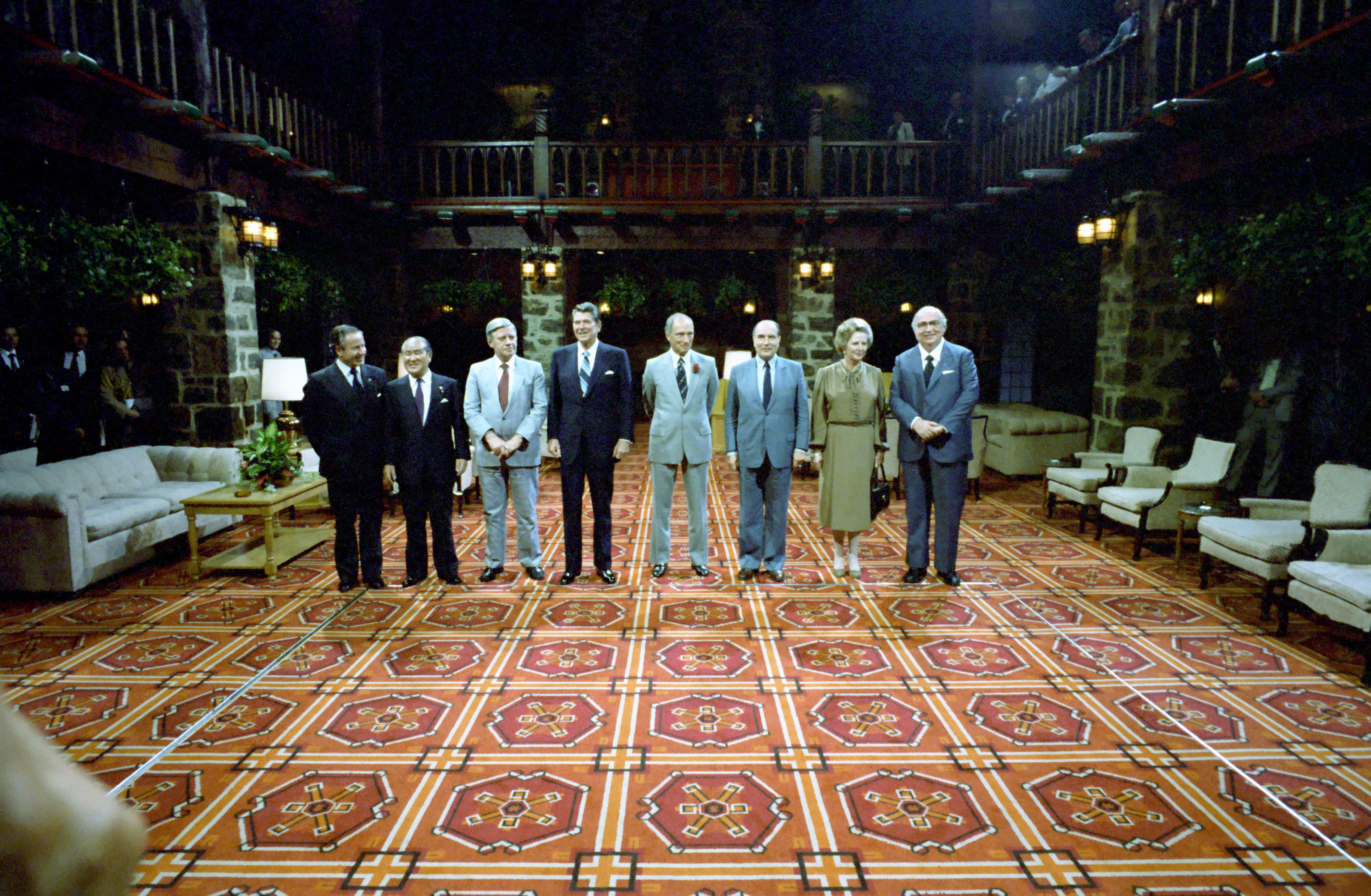
Summit economico del G7 al Château Montebello, Ottawa: da sinistra Gaston Thorn, Zenkō Suzuki, Helmut Schmidt, Ronald Reagan, Pierre Trudeau, François Mitterrand, Margaret Thatcher e Giovanni Spadolini

Uno dei provvedimenti più famosi di questo governo fu il varo, a seguito dello scandalo della loggia massonica deviata P2 e della costituzione della Commissione parlamentare P2, della cosiddetta "legge Spadolini-Anselmi" (legge n. 17 del 25 gennaio 1982) sulla soppressione delle società segrete.
Sotto il suo governo venne scelta Comiso (RG) come sede per l'installazione di una base per 112 missili a testata nucleare Cruise. Contro questa decisione ci furono diverse manifestazioni di protesta delle organizzazioni pacifiste, spesso guidate dall'onorevole Pio La Torre, ucciso nel 1982 dalla mafia.
Il governo Spadolini, su richiesta dalla DC, l'8 gennaio 1982, varò nuove misure repressive, cosiddette "anti terrorismo", fra le quali la difesa delle carceri di massima sicurezza da parte di unità dell'esercito.
Sotto il suo governo fu liberato a Padova il 28 gennaio 1982, il generale americano James Lee Dozier, sottocapo delle forze terrestri della Nato nel Sud Europa, sequestrato dalle Brigate Rosse. La liberazione avvenne al culmine delle indagini guidate da Umberto Improta, con un'incursione dei NOCS dopo 42 giorni nell'appartamento di via Pindemonte; fu lo stesso presidente statunitense Ronald Reagan a congratularsi via telefono per la sua liberazione. La fine del sequestro Dozier è considerato l'episodio di grande riscossa nazionale che segna l'inizio del declino delle Brigate Rosse in Italia dopo gli eventi degli anni di piombo. Nello stesso anno, il 29 maggio, venne inoltre emanata una legge che favoriva la dissociazione dei brigatisti.
Altro risultato ottenuto dallo statista fiorentino fu il taglio dell'inflazione passata in un anno da 22 a 16 punti percentuali grazie ad un accordo ottenuto dal governo con i sindacati.
In campo internazionale il governo presieduto da Spadolini dovette far fronte alle situazioni di tensioni derivanti dal primo scontro aereo del golfo della Sirte, dall'assassinio del Presidente egiziano Anwar al-Sadat, dallo scontro in atto in Polonia tra il generale Wojciech Jaruzelski e Solidarność e dello scoppio della guerra delle Falkland.
Quest'esperienza di governo terminò traumaticamente nell'estate del 1982, a causa di quella che lui stesso ribattezzò la "lite delle comari" tra i due ministri economici del suo governo, il democristiano Nino Andreatta (tesoro) e il socialista Rino Formica (finanze). Alla base di questa controversia vi era la scissione che si stava consumando in quegli anni fra tesoro e Banca d'Italia (allora guidata da Carlo Azeglio Ciampi), consistente nel sollevamento di Bankitalia dall'obbligo della garanzia del collocamento integrale in asta dei titoli pubblici offerti dal ministero del tesoro. Casus Belli del momento fu la bocciatura il 4 agosto 1982, da parte della Camera, del disegno di legge di conversione del decreto-legge n. 430 del 10 luglio 1982, già approvato dal Senato, recante Disposizioni in materia di imposte di fabbricazione e di movimentazione dei prodotti petroliferi, di imposte di rette e di imposta sul valore aggiunto e relative sanzioni. Norme sui servizi ispettivi delle imposte di fabbricazione. Il Ministro delle finanze Formica e gli altri ministri socialisti si dimisero dopo questa bocciatura aprendo così una crisi di governo.
Nell'agosto di quell'anno ricostituì un governo perfettamente identico al precedente (lo "Spadolini-bis", ribattezzato dai radicali "la minestra riscaldata"), dopo aver redatto, insieme ai suoi collaboratori giuridici Andrea Manzella e Silvano Tosi, il cosiddetto Decalogo Spadolini che fissava gli obiettivi del nuovo governo in dieci riforme istituzionali consistenti in:
1. Attuazione pratica dell'articolo 92 della Costituzione che dà al presidente del Consiglio il potere di autonomia di proposta dei ministri;
2. Istituzione di un segretariato della presidenza del Consiglio dei ministri per i problemi istituzionali in raccordo con una commissione bicamerale;
3. Riforma della presidenza del Consiglio;
4. Esame della riforma delle autonomie locali;
5. Legge sulla responsabilità disciplinare e civile dei magistrati;
6. Modifica della legge sui referendum;
7. Riforma dell'inquirente;
8. Iniziativa congiunta dei gruppi parlamentari per modificare la disciplina del voto segreto in Parlamento;
9. Istituzione di una procedura d'emergenza, sempre in Parlamento, per i provvedimenti del Governo (la cosiddetta "corsia preferenziale");
10. Concreta applicazione della sessione di bilancio, blocco delle "leggine" di spesa e limitazione del potere di introdurre nella legge finanziaria nuove materie e nuove spese.

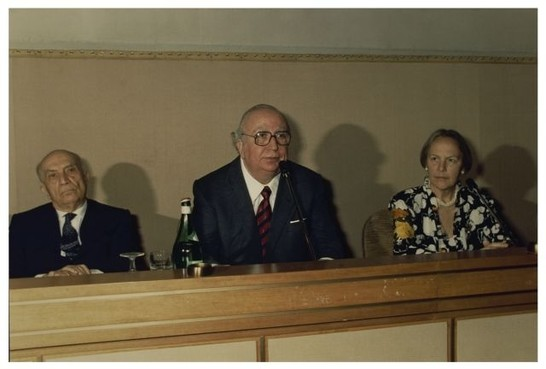
Amintore Fanfani, Giovanni Spadolini e Nilde Iotti nel 1988.

Lo scopo di questo programma era rendere più fluide le attività del Parlamento e del Governo italiano. Il Decalogo trovò parziale attuazione solo molto più tardi con l'entrata in vigore della legge 400 del 23 agosto 1988 per il riordino della disciplina riguardante il Governo e la presidenza del Consiglio dei ministri.
I mesi del secondo governo di Spadolini sono anche i mesi dell'assassinio a Palermo del generale dei carabinieri Carlo Alberto dalla Chiesa (con la conseguente approvazione della legge n. 646 13 settembre 1982 detta "Rognoni-La Torre", dal nome dei promotori, che introduceva il reato di associazione mafiosa) ed anche del varo delle Missioni Italcon in Libano. Durante la missione, effettuata congiuntamente con forze di altri paesi NATO tra i quali Stati Uniti e Francia, il contingente ha guadagnato la fiducia delle parti contrapposte, riuscendo a non essere vittima di disastrosi attacchi che invece colpirono le altre forze multinazionali e perdendo alla fine un solo uomo, il marò Filippo Montesi.
Nell'ottobre 1982 il leader palestinese Yasser Arafat si recò in visita ufficiale in Italia e in Vaticano, visita in cui fu accolto dal presidente della Repubblica italiana Pertini e da papa Giovanni Paolo II e da molti altri politici italiani e vaticani. Gli unici a rifiutarsi d'incontrare Arafat furono proprio il presidente del Consiglio, Giovanni Spadolini, e i radicali di Marco Pannella ed Emma Bonino.

#### Ministro della Difesa

Giovanni Spadolini con Elda Pucci e il cardinale Salvatore Pappalardo sul palco delle autorità del X Raduno Nazionale dei Marinai d'Italia svoltosi a Palermo l'8 e il 9 ottobre 1983

Grazie al cosiddetto "effetto Spadolini", alle elezioni politiche anticipate del 1983, per la prima volta nella sua storia, il PRI supererà il 5% dei voti alla Camera dei deputati; in alcune grandi città come Torino diventerà il terzo partito, dietro DC e PCI, ma davanti ai socialisti. A Milano, in particolare, nello scontro tra Bettino Craxi e Spadolini, entrambi candidati nella città lombarda, il numero delle preferenze date al repubblicano superò nettamente quelle assegnate al leader socialista.
Dal 1983 al 1987 fu Ministro della difesa sia nel primo che nel secondo dei due governi presieduti da Bettino Craxi. In questa veste, fu protagonista nella "crisi di Sigonella", nel 1985, dissentendo dalla politica filo-palestinese del premier Craxi e del ministro degli esteri Andreotti. L'accaduto rischiò di sfociare in uno scontro armato tra VAM (Vigilanza Aeronautica Militare) e Arma dei Carabinieri da una parte e gli uomini della Delta Force (reparto speciale delle forze armate statunitensi). All'indomani della crisi diplomatica tra Italia e Stati Uniti, che aveva rischiato di degenerare in uno scontro armato, chiese la crisi di Governo, risoltasi però con il reincarico al leader socialista.
Quell'episodio riconfermò il suo atlantismo, che in quegli anni andava sempre più assumendo caratteristiche minoritarie nella politica estera italiana: già nel 1982 aveva dovuto subire una presa di posizione italiana di equidistanza tra Londra e Buenos Aires, nel conflitto delle Falkland, in ragione della piega terzomondista presa – una volta tanto unitariamente – dai due principali partiti alleati del suo governo, la DC ed il PSI.

#### Anni successivi

Spadolini sullo scranno di presidente del Senato.

Successivamente, in seguito alla conclusione dell'incarico di ministro della Difesa con le dimissioni del governo Craxi il 17 aprile del 1987, Giovanni Spadolini fu escluso dagli incarichi di governo, essendo rimasto fuori dall'alleanza tra Bettino Craxi, Giulio Andreotti e Arnaldo Forlani (il cosiddetto "CAF") e non fu più chiamato a partecipare ai successivi governi formati dalla coalizione del Pentapartito.
Dal 2 luglio 1987 fino al 14 aprile 1994, per quasi 7 anni, Spadolini assunse il ruolo di presidente del Senato della Repubblica, con il consenso della maggioranza formata dal pentapartito, ma anche dell'opposizione di sinistra (ottenne 249 voti al primo scrutinio nel 1987 e 188 preferenze al terzo scrutinio cinque anni dopo, nel 1992).

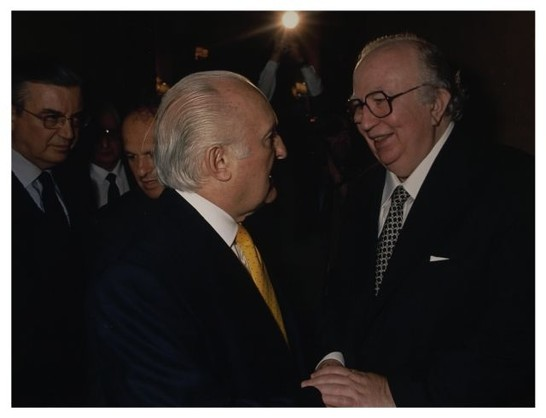
Il presidente della Camera dei deputati Oscar Luigi Scalfaro con il presidente del Senato Giovanni Spadolini, 28 aprile 1992.

Il 26 giugno del 1989, in seguito alla crisi del governo presieduto da Ciriaco De Mita, il presidente della Repubblica Francesco Cossiga gli conferí un «incarico esplorativo» per la formazione di un nuovo governo composto sempre dal Pentapartito. L'11 luglio, non essendo riuscito a trovare una maggioranza, Spadolini restituì l'incarico a Cossiga che, dopo aver richiamato il leader irpino della Democrazia Cristiana, conferì definitivamente l'incarico ad Andreotti, che compose quindi il suo sesto governo.
Il 2 maggio del 1991 Giovanni Spadolini venne nominato senatore a vita dal presidente della Repubblica Francesco Cossiga, detenendo questa carica per poco più di tre anni fino al suo decesso, il 4 agosto del 1994.
Il 28 aprile 1992 Spadolini divenne presidente supplente della Repubblica Italiana dopo le dimissioni di Francesco Cossiga in polemica con la situazione politica venutasi a creare (l'ultimo periodo della presidenza Cossiga fu caratterizzata dalle cosiddette picconate). La sua candidatura alla più alta carica dello Stato fu avanzata dai repubblicani, ma la maggioranza dei grandi elettori ha preferito sostenere la nomina di Oscar Luigi Scalfaro, allora presidente della Camera dei deputati da poche settimane. Al quinto scrutinio per questa corsa al Quirinale, il professore è riuscito a ottenere un massimo di 35 voti.
Nell'aprile del 1994 Spadolini fu ricandidato alla presidenza del Senato, col sostegno del Patto per l'Italia (PPI e Patto Segni) e dei Progressisti, ma fu superato di un solo voto da Carlo Scognamiglio, sostenuto dal Polo delle Libertà. Morì poco dopo a Roma il 4 agosto del 1994, all'età di 69 anni, a causa di un tumore allo stomaco del quale soffriva da qualche mese.

## Giudizio storico e riconoscimenti

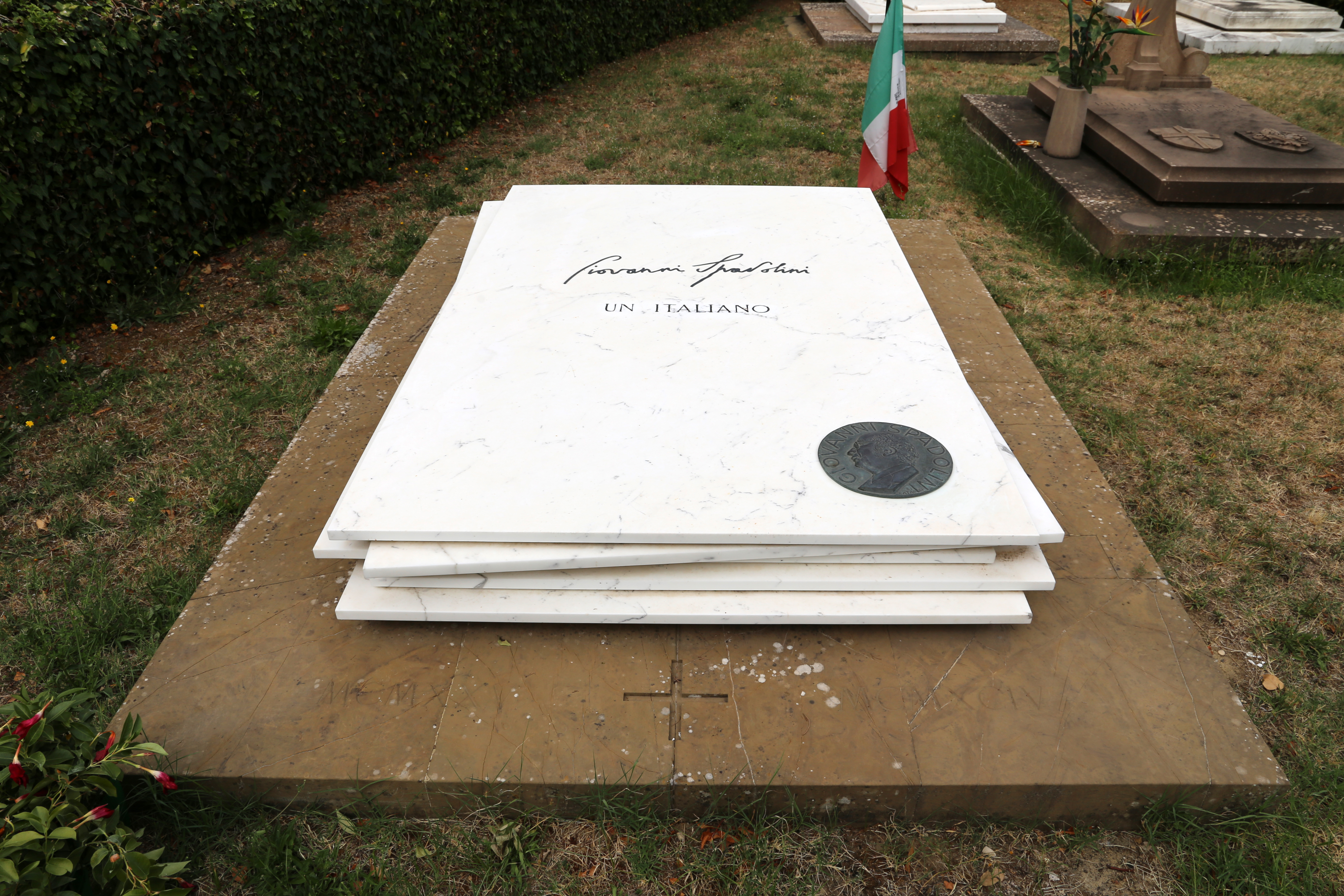
La tomba di Spadolini al cimitero delle Porte Sante a Firenze.

Nonostante il suo partito non fosse rimasto immune dalle inchieste sulla corruzione nell'ambito del processo "Mani pulite", fu uno dei politici di area governativa a non essere sfiorato dalle indagini di Tangentopoli. È considerato da molti uno dei migliori statisti italiani, apprezzato per la sua profonda cultura d'intellettuale e la passione civica per la storia nazionale. Benché Spadolini fosse ateo da sempre, parte della stampa ha sostenuto che si fosse convertito prima di spegnersi ma non esistono conferme a questa ipotesi.
Stupì moltissimo la celebrazione dei funerali di stato nella Basilica di Santa Maria sopra Minerva officiata dal cardinale Achille Silvestrini, per quello che era stato uno dei più strenui difensori della laicità. Il leader radicale Marco Pannella a tal proposito protestò fuori della chiesa, chiedendo un rito separato.
Spadolini è sepolto nella natìa Firenze nel «prato d'onore» del cimitero delle Porte Sante della basilica di San Miniato al Monte; sulla lapide, di marmo bianco, oltre a un tricolore sventolante, è riprodotta la sua firma con la scritta Un italiano (la stessa che appare sulla tomba di Giuseppe Mazzini, l'intellettuale più amato da Spadolini).
La Fondazione Nuova Antologia da lui fondata ha preso il nome di Fondazione Giovanni Spadolini e si occupa della gestione e promozione della sua figura, della valorizzazione della casa-museo in Pian dei Giullari e della conservazione della ricchissima biblioteca.
La biblioteca del Senato, che nel 2003 ha completato il trasferimento nella nuova sede da lui voluta (acquisendo l'edificio che in altra epoca aveva ospitato il Ministero della pubblica istruzione) in piazza della Minerva a Roma, ha assunto, in suo onore, la denominazione Biblioteca del Senato della Repubblica "Giovanni Spadolini".

## Intitolazioni
Dal 2006 il comune di Rosignano Marittimo, per volontà del sindaco Alessandro Franchi e in collaborazione con la Fondazione Spadolini Nuova Antologia, ha istituito il Premio di Cultura Politica "Giovanni Spadolini".

## Passione per Napoleone e Garibaldi
Fin dal 1938, quando dedicò a Bonaparte il primo profilo biografico della sua raccolta Pagine di Letteratura e Storia, Giovanni Spadolini è stato profondamente influenzato dalla personalità di Napoleone e dalla sua figura storica. Questa passione lo portò a collezionare stampe, disegni, oggetti d'arte, libri e ad andare alla ricerca di informazioni sull'imperatore francese. All'attrazione per l'Empereur francese (ma anche primo sovrano di uno Stato moderno che riprendeva la denominazione di Italia) Spadolini aggiungeva la passione per il collezionismo di cimeli garibaldini, una passione coltivata anche dall'altro leader laico degli anni '80, Bettino Craxi, segretario del PSI, che proprio a Spadolini successe nel 1983 come presidente del consiglio.

## Sinossi degli incarichi di Governo
| Ministro                                                                | Mandato                             | Governo              |
| ----------------------------------------------------------------------- | ----------------------------------- | -------------------- |
| Ministro senza portafoglio con delega per i beni culturali e l'ambiente | 23 novembre 1974 – 21 dicembre 1974 | Governo Moro IV      |
| Ministro per i beni culturali e ambientali                              | 21 dicembre 1974 – 12 febbraio 1976 | Governo Moro IV      |
| Ministro della pubblica istruzione                                      | 21 marzo 1979 – 5 agosto 1979       | Governo Andreotti V  |
| Presidente del Consiglio dei ministri                                   | 28 giugno 1981 – 23 agosto 1982     | Governo Spadolini I  |
| Presidente del Consiglio dei ministri                                   | 23 agosto 1982 – 2 dicembre 1982    | Governo Spadolini II |
| Ministro della difesa                                                   | 4 agosto 1983 – 1º agosto 1986      | Governo Craxi I      |
| Ministro della difesa                                                   | 1º agosto 1986 – 18 aprile 1987     | Governo Craxi II     |

## Opere
- Sorel, a cura di, Firenze, L'arco, 1947.
- Il 48. Realtà e leggenda di una rivoluzione, Firenze, L'arco, 1948.
- Ritratto dell'Italia moderna ('700-'900), Firenze, Vallecchi, 1948.
- Lotta sociale in Italia, Firenze, Vallecchi, 1948.
- Il papato socialista, Milano, Longanesi, 1950; 1964.
- L'opposizione cattolica da Porta Pia al '98. Firenze, Vallecchi, 1954; 1955; 1961; Firenze, Le Monnier, 1972.
- Giolitti e i cattolici (1901-1914). Con documenti inediti, Firenze, Le Monnier, 1960; 1970.
- I radicali dell'Ottocento. Da Garibaldi a Cavallotti, Firenze, Le Monnier, 1960; 1963; 1972; 1982.
- I Repubblicani dopo l'Unità, Firenze, Le Monnier, 1960; 1963; 1972; 1980; 1984.
- Oriani, a cura di, Faenza, Lega, 1960.
- Un dissidente del Risorgimento. Giuseppe Montanelli, Firenze, Le Monnier, 1962.
- Carducci e Croce, a cura di, Bologna, Poligrafici il Resto del Carlino, 1966.
- Firenze capitale. Con documenti inediti e un'appendice di saggi su Firenze nell'Unità, Firenze, Le Monnier, 1966.
- Tre maestri. Croce, Einaudi, De Gasperi, Roma, Unione italiana per il progresso della cultura, 1966.
- I secoli. Corso di storia e di educazione civica per la scuola media, con Roberto Zampilloni, 3 voll., Firenze, Le Monnier, 1967.
- Il mondo di Giolitti, Firenze, Le Monnier, 1969.
- Il Tevere più largo, Napoli, Morano, 1967; Milano, Longanesi, 1970.
- Il venti settembre nella storia d'Italia, Roma, Nuova Antologia, 1970.
- Autunno del Risorgimento, Firenze, Le Monnier, 1971.
- Gli uomini che fecero l'Italia, 2 voll., Milano, Longanesi, 1972; 1990; 1993.
- Il cardinale Gasparri e la questione romana. Con brani delle memorie inedite, a cura di, Firenze, Le Monnier, 1972.
- Le due Rome. Chiesa e Stato fra '800 e '900, Firenze, Le Monnier, 1973.
- Una battaglia per l'Università, Roma, Edizioni della voce, 1974.
- Beni culturali. Diario interventi leggi, Firenze, Vallecchi, 1976.
- Cultura e politica. Gobetti, Albertini e altri saggi, Roma, Edizioni della voce, 1976.
- La questione del Concordato. Con i documenti inediti della commissione Gonella, Firenze, Le Monnier, 1976.
- Firenze mille anni, Firenze, Le Monnier, 1977.
- Diario del dramma Moro, marzo-maggio 1978. I cinquantaquattro giorni che hanno cambiato l'Italia, Firenze, Le Monnier, 1978.
- Per la riforma dell'università. Diario di un anno e mezzo, febbraio 1977-ottobre 1978, Firenze, Le Monnier, 1978.
- L'Italia della ragione. Lotta politica e cultura nel Novecento, Firenze, Le Monnier, 1978.
- Da Moro a La Malfa. marzo 1978 - marzo 1979, diario della crisi italiana, Firenze, Vallecchi, 1979.
- Firenze capitale. Gli anni di Ricasoli, Firenze, Le Monnier, 1979. ISBN 88-00-87885-7.[23]
- I giorni difficili della pubblica istruzione. Diario di un'esperienza ministeriale. La scuola nella crisi marzo-agosto 1979, Firenze, Le Monnier, 1979.
- La revisione del Concordato. Diario di due anni (novembre 1976-dicembre 1978), Firenze, Le Monnier, 1979.
- L'ultimo La Malfa. Diario del febbraio-marzo 1979, Firenze, Le Monnier, 1979.
- Il giornalismo ieri oggi domani, Milano, P.R.S., 1979.
- Chiesa e Stato dal Risorgimento alla Repubblica, Firenze, Le Monnier, 1980.
- L'Italia dei laici. Lotta politica e cultura dal 1925 al 1980, Firenze, Le Monnier, 1980.
- Il mondo di Luigi Salvatorelli, Firenze, Le Monnier, 1980.
- Fra Carducci e Garibaldi, Firenze, Le Monnier, 1981.
- Tradizione garibaldina e storia d'Italia, Firenze, Le Monnier, 1982. ISBN 88-00-85594-6.[24]
- Italia di minoranza. Lotta politica e cultura dal 1915 ad oggi, Firenze, Le Monnier, 1983. ISBN 88-00-85505-9[25]; 1984. ISBN 88-00-85516-4[26]; 1988. ISBN 88-00-85543-1[27].
- L'idea d'Europa fra illuminismo e romanticismo. La stagione dell'Antologia di Vieusseux, Firenze, Le Monnier, 1984. ISBN 88-00-85514-8.[28]
- La Firenze di Gino Capponi fra restaurazione e romanticismo. Gli anni dell'Antologia, Firenze, Le Monnier, 1985. ISBN 88-00-85522-9.[29]
- Cattolicesimo e Risorgimento, Firenze, Le Monnier, 1986. ISBN 88-00-85523-7.[30]
- A tu per tu. Incontri con personaggi del nostro tempo, Milano, TEA, 1991. ISBN 88-7819-268-6.[31]
- In diretta col passato. Temi e figure della storia contemporanea, Milano, TEA, 1994. ISBN 88-7819-544-8.[32]
- Cultura e politica nel Novecento italiano, Firenze, Cassa di Risparmio di Firenze, 1994. ISBN 88-00-84058-2.[33]
- La mia Firenze. Frammenti dell'età favolosa, Firenze, Le Monnier, 1995. ISBN 88-00-84006-X.[34]
- GM Lando Conti e Giovanni Spadolini, Per Firenze, per l'Europa contro il terrorismo : scritti e discorsi, Firenze, Critica politica, 1986,  pp. 173, ISBN 978-88-368-0086-5, OCLC 21412881. Ospitato su archive.is.